# Dejan Savićević
Dejan Savićević (en serbio cirílico Дејан Савићевић) (Titogrado, Montenegro, 15 de septiembre de 1966) es un exfutbolista montenegrino y actualmente presidente de la Federación de Fútbol de Montenegro. Jugaba de centrocampista y desarrolló su carrera principalmente en el Estrella Roja de Belgrado y el AC Milan, así como en la selección nacional de Yugoslavia; al mismo tiempo es el primer montenegrino en jugar en el A.C. Milan.

## Trayectoria
Nació el 15 de septiembre de 1966 en Titogrado (actual Podgorica), ciudad por entonces perteneciente a la extinta República Federal Socialista de Yugoslavia. Savićević comenzó su carrera futbolística en equipo de su ciudad natal, el Buducnost Titograd, en 1982, donde se convirtió en uno de los jugadores revelación y en una de las perlas de la inagotable cantera yugoslava. Rápidamente logró la atención de uno de los dos gigantes del fútbol plavi, el Estrella Roja, por lo que en 1988 se hace con sus servicios y el equipo capitalino consigue reunir a una de las mejores hornadas de futbolistas que ha dado el fútbol europeo. Logró su mayor hito con la consecución de la Copa de Europa del 29 de mayo de 1991, en el Stadio San Nicola de Bari ante el Olympique de Marsella y la Copa Intercontinental de ese mismo año ante Colo-Colo de Chile.

### AC Milan
Aquella espectacular generación de futbolistas no tardó en captar la atención de los clubes más laureados de Europa, y el todopoderoso Milan de Fabio Capello, se hace con sus servicios en 1992.
Llega al Milan con la difícil tarea de sustituir a Van Basten, que estaba viviendo un auténtico calvario de lesiones. En su primera temporada tarda un poco en aclimatarse, pero progresívamente, y tras retirada definitiva del crack holandés, se hace con un hueco en el once titular.
En su primer año, el Milan gana el Scudetto y al año siguiente Savićević demuestra su gran calidad, especialmente en la final de la Copa de Europa ante el Barça de Cruyff, el 18 de mayo de 1994 en el Olímpico de Atenas, en la que el Milan aplastó al Barça por 4-0 con una soberbia actuación de Savićević, que abrió el camino de la victoria dando el pase del primer gol a Massaro y marcando posteriormente con una vaselina desde fuera del área.
Aquel año, el Milan conquista también el campeonato italiano y al siguiente año llega nuevamente a la final de la Copa de Europa, pero una lesión le impide jugar y el Milan cae ante el Ajax, con un tanto de otro futuro jugador del Milan, el joven Patrick Kluivert. 
En la recta final, las lesiones y sus malas relaciones con Fabio Capello, que se quejaba de la falta de entrega del jugador balcánico, fueron sacando poco a poco del equipo a Savićević, que abandona finalmente el equipo en la temporada 1996/97 dejando una estela de grandes recuerdos en la afición rossonera durante sus 5 años en la capital lombarda.
Tras su marcha del Milan vuelve a su país, al Estrella Roja, y posteriormente se marcha a Austria para jugar en el Rapid de Viena donde se retira en el año 2000 a los 34 años y tras anotar 18 tantos en 44 partidos.
Actualmente es el presidente de la Federación de Fútbol de Montenegro.

## Selección nacional
Con la selección yugoslava jugó dos fases finales de la Copa del Mundo, en Italia '90 y en Francia '98.

## Clubes
| Club                      | País           | Año         |
| ------------------------- | -------------- | ----------- |
| FK Budućnost Podgorica    | RFS Yugoslavia | 1981 - 1988 |
| Estrella Roja de Belgrado | RFS Yugoslavia | 1988 - 1992 |
| A. C. Milan               | Italia         | 1992 - 1998 |
| Estrella Roja de Belgrado | Yugoslavia     | 1999        |
| Rapid Viena               | Austria        | 1999 - 2001 |

## Palmarés
Estrella Roja
- Copa de Europa : 1990-91
- Copa del Mundo : 1991

A. C. Milan
- Serie A : 1992-93, 1993-94 y 1995-96
- Copa de Europa : 1993-94
- Supercopa de Italia : 1992, 1993, 1994
- Supercopa de la UEFA : 1994

### Distinciones individuales
| Distinción                   | Año  |
| ---------------------------- | ---- |
| Balón de Plata               | 1991 |
| Futbolista Yugoslavo del año | 1995 |